# Hortensja bukietowa
Hortensja bukietowa (Hydrangea paniculata) – gatunek rośliny z rodziny hortensjowatych. Pochodzi z Chin i Japonii, występuje też w stanie naturalnym na Sachalinie i Kurylach. Jest uprawiana w wielu krajach świata jako roślina ozdobna.

## Morfologia

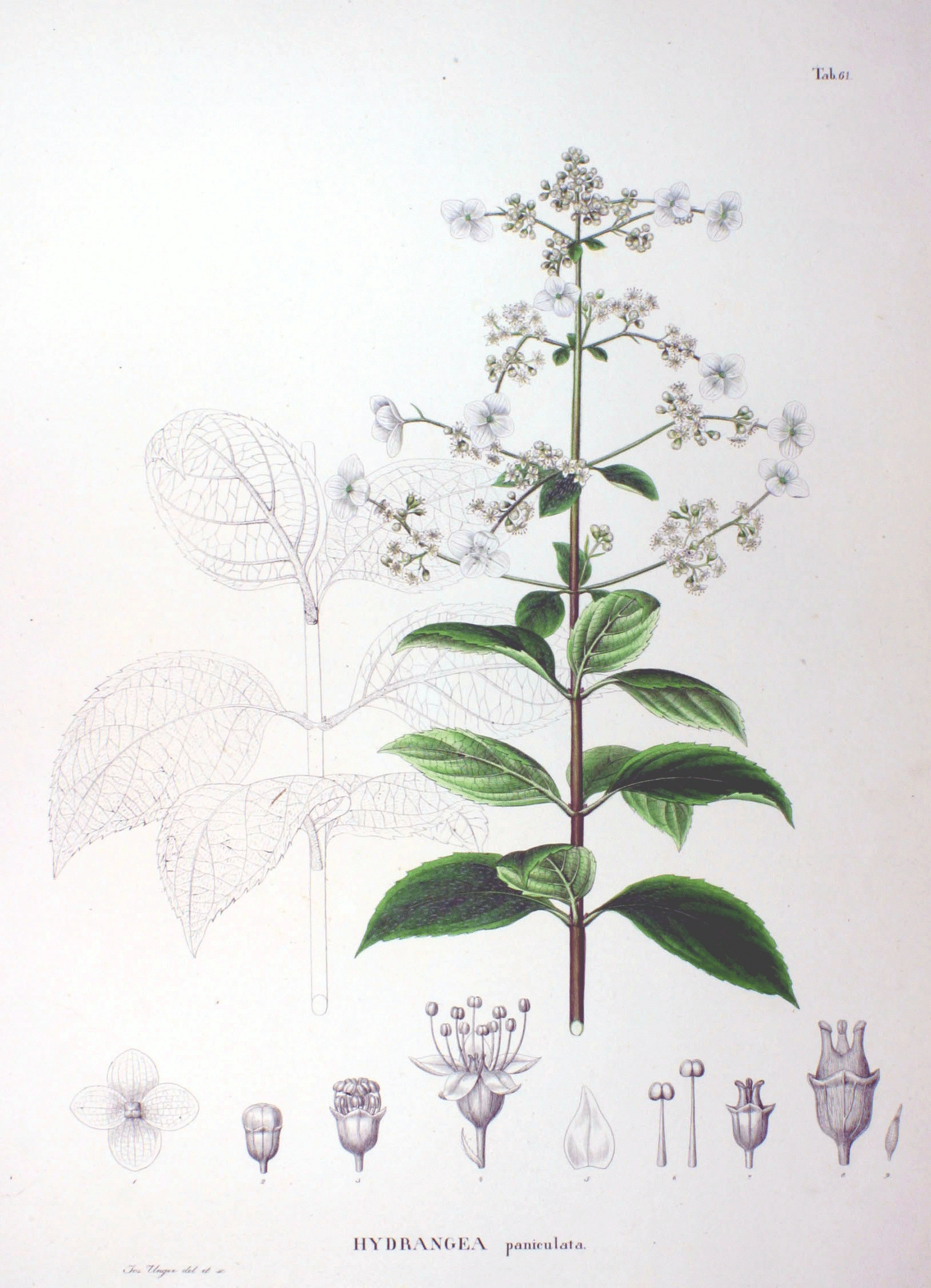
Morfologia

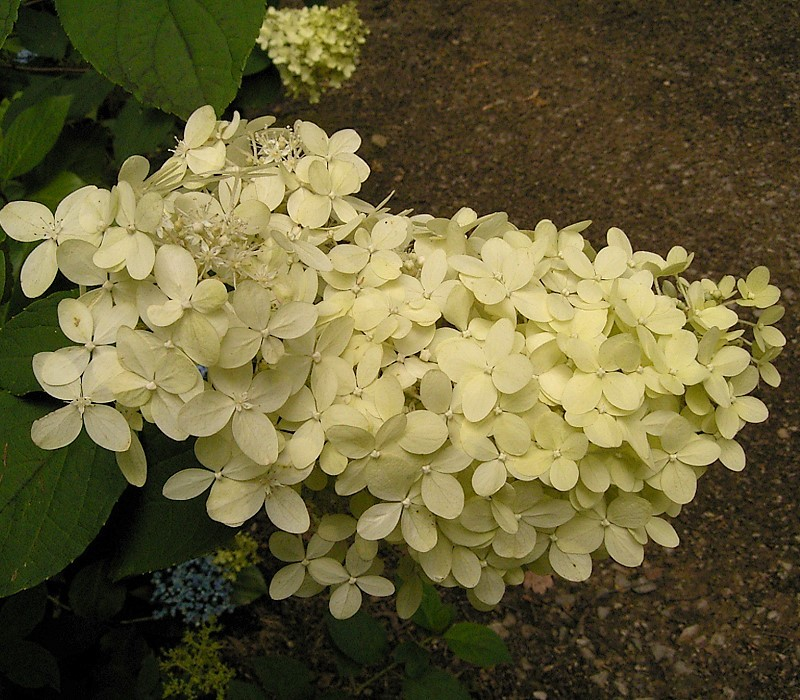
Kwiatostan

PokrójZrzucający na zimę liście krzew osiąga ok. 4 metrów wysokości (czasem nawet więcej).
LiścieDuże, jajowate, ciemnozielone.
KwiatyZebrane w wiechowate stożkowe kwiatostany, w których oprócz kwiatów płodnych występują większe i bardziej ozdobne kwiaty płonne. Początkowo mają barwę kremową, później zmieniają na purpurowoczerwoną.

## Uprawa
Zazwyczaj nie uprawia się typowej formy gatunku, lecz bardziej ozdobne kultywary. Najczęściej uprawiana jest `Grandiflora`, istnieją też inne, np. zakwitająca jesienią `Tardiva`. Aby uzyskać większe kwiatostany i bardziej obfite kwitnienie roślinę należy silnie przycinać. Wymaga żyznej i przepuszczalnej gleby oraz częściowo zacienionego stanowiska. Rozmnaża się przez nasiona lub sadzonki.